# Lago Yelcho
Lago Yelcho är en fjordformad avlång sjö i Chile.   Den ligger i regionen Región de Los Lagos, i den södra delen av landet, 1 100 km söder om huvudstaden Santiago de Chile. Lago Yelcho ligger 42 meter över havet. Arean är 117 kvadratkilometer. Den sträcker sig 27,8 kilometer i nord-sydlig riktning, och 23,6 kilometer i öst-västlig riktning. Sjöns norra ände kan nås via landsvägen Carretera Austral.
Trakten runt Lago Yelcho är nära nog obefolkad, med mindre än två invånare per kvadratkilometer.